# Busigny Communal Cemetery Extension
Busigny Communal Cemetery Extension is een Britse militaire begraafplaats gelegen in de Franse plaats Busigny (Noorderdepartement). De begraafplaats wordt onderhouden door de Commonwealth War Graves Commission.
De begraafplaats telt 696 geïdentificeerde Gemenebest graven uit de Eerste Wereldoorlog.